# PZL Bielsko SZD-36
Bei der PZL Bielsko SZD-36 Cobra 15 handelt es sich um ein einsitziges Hochleistungssegelflugzeug, das vorwiegend für Training und Wettkämpfe in der 15-m-Standardklasse eingesetzt wurde. Die Abkürzung SZD (Szybowcowy Zakład Doświadczalny) bedeutet übersetzt „Segelflugzeug-Entwicklungswerk“.

## Geschichte
Anstoß für die von Władysław Okarmus geleitete Entwicklung waren die 1970 in Marfa stattfindenden XII. Weltmeisterschaften im Segelflug. Ein Parallelentwurf war die SZD-39 Cobra 17. Adam Zientek absolvierte mit dem ersten Prototyp (SP-2538) am 30. Dezember 1969 den Erstflug. Ein zweiter mit dem Kennzeichen SP-2538 flog am 25. Februar 1970 erstmals. Im gleichen Jahr begann die Serienfertigung unter der Bezeichnung SZD-36A. Den Start der ersten Serien-Cobra (SP-2579) führte Jerzy Popiel am 29. Oktober 1970 durch. Zusammen mit den beiden Prototypen wurden insgesamt 290 Flugzeuge produziert. In Marfa wurde Jan Wróblewski mit der SZD-36 in der Standardklasse Vizeweltmeister, Franciszek Kępka belegte den dritten Platz.

## Technische Beschreibung
Der freitragende Schulterdecker ist aus Holzwerkstoffen und teilweise aus Kunststoffen (GFK) hergestellt. Der zweiteilige Trapezflügel mit durchgehendem Holm und doppelten Schempp-Hirth-Bremsklappen besteht aus Holz mit einer Kunststoffbeschichtung. Die Seitenflosse des T-Leitwerks ist gepfeilt, das Höhensteuer ist als Pendelruder ausgelegt. Die „Cobra“ besitzt ein einziehbares, bremsbares Hauptrad, welches auf einer sich in Flugrichtung befindlicher Achse in den Rumpf gedreht wird und einen gefederten Hecksporn. Der Fahrwerksschacht wird von einem einteiligen GFP-Teil verschlossen, das bei ausgefahrenem Fahrwerk teilweise in den Rumpf einfährt. Das Einziehfahrwerk der Cobra neigt zum Zurückschnellen des Fahrwerks in den Rumpf.

## Technische Daten
| Kenngröße              | Daten                                                                         |
| ---------------------- | ----------------------------------------------------------------------------- |
| Baujahre               | 1969–1977                                                                     |
| Hersteller             | PZL Bielsko                                                                   |
| Konstrukteur(e):       | Władysław Okarmus                                                             |
| Besatzung              | 1                                                                             |
| Spannweite             | 15,00 m                                                                       |
| Länge                  | 6,98 m                                                                        |
| Höhe                   | 1,59 m                                                                        |
| Flügelfläche           | 11,60 m²                                                                      |
| Flügelstreckung        | 19,40                                                                         |
| Flügelpfeilung         | 1,5°                                                                          |
| V-Stellung             | 2°                                                                            |
| Tragflächenprofil      | Strak FX 61-168 auf FX 60-1261                                                |
| Gleitzahl              | 38 bei 97 km/h                                                                |
| Geringstes Sinken      | 0,68 m/s bei 73 km/h                                                          |
| Leermasse              | 275 kg                                                                        |
| Nutzlast               | ca. 130 kg                                                                    |
| Startmasse             | maximal 405 kg                                                                |
| Flächenbelastung       | 34,9 kg/m²                                                                    |
| Mindestgeschwindigkeit | 67 km/h                                                                       |
| Höchstgeschwindigkeit  | 250 km/h (zulässig) 150 km/h (im Flugzeugschlepp) 130 km/h (im Windenschlepp) |
| Lastenvielfache        | +6/−3 g                                                                       |